# Nomada obliquella
Nomada obliquella là một loài Hymenoptera trong họ Apidae. Loài này được Fowler mô tả khoa học năm 1902.